# Spilogona palmeni
Spilogona palmeni är en tvåvingeart som först beskrevs av Ringdahl 1935.  Spilogona palmeni ingår i släktet Spilogona och familjen husflugor. Arten har ej påträffats i Sverige. Inga underarter finns listade i Catalogue of Life.